# Nowe Horniki
Nowe Horniki (kaszb. Nowé Horniczi) – część wsi Nowa Karczma w Polsce położona w województwie pomorskim, w powiecie kościerskim, w gminie Nowa Karczma.
Miejscowość leży przy drodze wojewódzkiej nr . Miejscowość jest częścią składową sołectwa Nowa Karczma.
W latach 1975–1998 miejscowość administracyjnie należała do województwa gdańskiego.

## Nazwy źródłowe miejscowości
Nowe Arniki, niem. Neu Hornikau